# Nicky Crane
 (avril 2017).
Si vous disposez d'ouvrages ou d'articles de référence ou si vous connaissez des sites web de qualité traitant du thème abordé ici, merci de compléter l'article en donnant les références utiles à sa vérifiabilité et en les liant à la section « Notes et références ».
Nicola Vincenzo « Nicky » Crane, né le 21 mai 1958 à Bexley et mort le 8 décembre 1993 à Paddington, est un militant politique neo-nazi et acteur pornographique britannique.

## Biographie

### Engagement à l'extrême droite
Nicky Crane était un skinhead neo-nazi britannique ayant la réputation d'être particulièrement violent. Il purgea une peine de quatre ans de prison pour violences raciales. Il fut notamment garde de sécurité du British Movement, agent de sécurité et acteur pornographique.
En compagnie de Ian Stuart, il crée le réseau de promotion de musique nationaliste appelé Blood & Honour en 1987.

### Coming out
En 1992, il revendique son homosexualité, et devient rejeté par Ian Stuart et la majorité des Skinhead. Il meurt du SIDA le 8 décembre 1993. quelques mois avant la mort de celui-ci le 24 septembre 1993,, son ami Stephen Flint alias 'Boo' (herbe) l'ayant précédé le 23 du même mois,.